# Sybil Thorndike

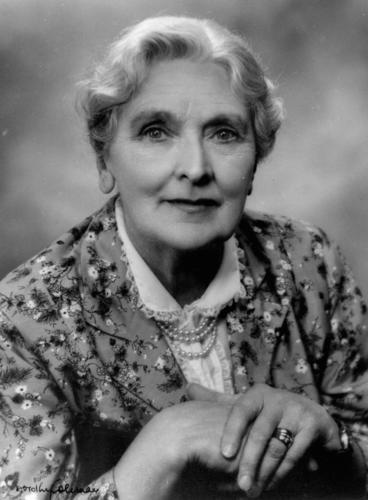
Sybil Thorndike (1943)

Dame Agnes Sybil Thorndike (* 24. Oktober 1882 in Gainsborough, Lincolnshire; † 9. Juni 1976 in London) war eine britische Schauspielerin.

## Leben
Sybil Thorndike wurde in Gainsborough, Lincolnshire, als Tochter des Kanonikers der Rochester Kirche Arthur Thorndike und dessen Frau Agnes Macdonald geboren. In Rochester besuchte sie die Grundschule für Mädchen. Gleichzeitig erhielt sie klassischen Klavierunterricht mit wöchentlichen Besuchen in London und Unterrichtsstunden an der Guildhall School of Music and Drama. Mit 11 Jahren hatte sie ihre ersten öffentlichen Auftritte als Pianistin, hörte aber 1899 mit dem klassischen Klavier auf. Auf Anraten ihres Bruders entschied sie sich nunmehr für die Schauspielerei.
Mit 21 Jahren erhielt sie ihren ersten Vertrag und unternahm 1904 eine Gastspielreise in den USA in erster Linie mit Shakespeare-Stücken. 1908 wurde sie von George Bernard Shaw entdeckt, der sie für eine Theatertour unter Vertrag nahm. Hier spielte sie die Rolle Candida. Sie lernte aber auch ihren späteren Ehemann, den Schauspieler und Theaterregisseur Lewis Casson, kennen, den sie im Dezember 1908 heiratete und mit dem sie vier Kinder hatte. Auf die Frage, warum sie ihren Ehemann nie verlassen habe bzw. wie das Verhältnis zu ihm sei, soll sie gesagt haben: Scheiden nie, umbringen öfter.
Später folgten Auftritte am Broadway, ab 1910, und am Old Vic Theatre in London. Große Bekanntheit erreichte sie ab März 1924, indem sie in London die Titelrolle in Shaws Drama Die heilige Johanna spielte. Sie spielte zahlreiche große Theaterrollen auf beiden Seiten des Kontinents, unter anderem in Medea, Macbeth, Othello und A Family Reunion. Thorndike zählte zu den respektiertesten Schauspielerinnen ihres Landes.
Thorndike war nicht nur auf den Theaterbühnen zu Hause. Bereits 1921 trat sie in ersten Stummfilmen auf, später war sie in einigen Tonfilmen zu sehen, darunter Alfred Hitchcocks Thriller Die rote Lola (1950) mit Marlene Dietrich und Jane Wyman sowie Der Prinz und die Tänzerin (1957) mit Laurence Olivier und Marilyn Monroe.
1931 wurde sie zur Dame Commander des Order of the British Empire und 1970 zum Member des Order of the Companions of Honour ernannt, nach ihrem Tod wurde ihre Urne in der Westminster Abbey beigesetzt. In dem Spielfilm My Week with Marilyn wurde Sybil Thorndike 2011 in einer Nebenrolle von Judi Dench verkörpert.
Sie stand als Pazifistin auf der faschistischen Sonderfahndungsliste G.B. über diejenigen Personen, die bei einer deutschen Invasion des Landes zuallererst zu verhaften sind.

## Filmografie (Auswahl)
- 1921: Moth and Rust
- 1922: Nancy
- 1928: Dawn. Regie Herbert Wilcox[1]
- 1936: Tudor Rose
- 1940: Major Barbara
- 1950: Die rote Lola (Stage Fright)
- 1950: Die schwarze Füchsin (Gone to Earth)
- 1951: Der wunderbare Flimmerkasten (The Magic Box)
- 1951: Florence Nightingale – Ein Leben für den Nächsten (The Lady with a Lamp)
- 1953: Wiedersehen in Monte Carlo (Melba)
- 1957: Der Prinz und die Tänzerin (The Prince and the Showgirl)
- 1959: Munter und lebendig (Alive and Kicking)
- 1959: Ein Händedruck des Teufels (Shake Hands with the Devil)
- 1959: Der Tod hat Verspätung (Jet Storm)
- 1961: Das große Wagnis (The Big Gamble)

## Veröffentlichungen
- Sybil Thorndike: Religion and the stage. E. Benn, London 1928 (29 S., Teil der Serie „Affirmations: God in the modern world“).
- Sybil und Russell Thorndike: Lilian Baylis. Chapman & Hall, London 1938 (Biographie).
- Vorwort zu: Ninette Hélène Jeanty, Certified sane. Übers. aus dem Französischen Charles Reginald Roberts. Sheppard Press, London 1948 (im Prinzip ein Tagebuch ihrer Verhaftung, Haft und Befreiung)
  - Vorwort zu: Ninette Hélène Jeanty, La peine de vivre. Les éditions de Visscher, Brüssel 1952; zugl. Nouvelles éditions latines NEL, Paris 1952; wieder NEL, 2008, ISBN 978-2-7233-1951-5[2]
- Sybil Thorndike: Favourites. A personal selection. Hodder & Stoughton, London 1973, ISBN 0-340-17825-6 (Gedichtband).

## Notizen
1. ↑  Der patriotische Film über Belgien im 1. Weltkrieg wurde im Senat in Brüssel gedreht sowie in der übrigen Stadt. Er handelt von der Krankenschwester Edith Cavell, gespielt von Thorndike, die 1915 von den deutschen Besatzern erschossen worden war, weil sie von diesen abgeschossene britische Piloten der Entente versteckt und zu ihrer Rettung in die Niederlande geleitet hatte.
2. ↑  Das im Text mit der Ausg. 1948 identische frz. Original; erw. Anhang mit Bekundung des wichtigsten an ihrer Inhaftierung bis 1945 beteiligte Juristen (dieser Text auch im Anhang zur Ausg. 1948 in etwas anderer Form) sowie einige Meinungen zu ihrem 1948er Buch und zu Jeantys Person.

| Personendaten    | Personendaten                                               |
| ---------------- | ----------------------------------------------------------- |
| NAME             | Thorndike, Sybil                                            |
| ALTERNATIVNAMEN  | Thorndike, Agnes Sybil (vollständiger Name)                 |
| KURZBESCHREIBUNG | britische Schauspielerin                                    |
| GEBURTSDATUM     | 24. Oktober 1882                                            |
| GEBURTSORT       | Gainsborough, Lincolnshire, England, Vereinigtes Königreich |
| STERBEDATUM      | 9. Juni 1976                                                |
| STERBEORT        | London, England, Vereinigtes Königreich                     |